# 서촌초등학교 (충북)
서촌초등학교는 대한민국 충청북도 청주시에 있는 공립 초등학교이다.

## 학교 연혁
- 1958.08.28 청원군 강서국민학교 서촌분교장 설립인가
- 1960.04.01 서촌국민학교 설립개교
- 1964.02.10 제1회 졸업식 거행
- 1996.03.01 서촌초등학교로 학교 명칭 개칭
- 2012. 03. 01 충청북도교육청지정 통일교육 시범학교운영(2012. 03. 01~2014. 02. 28)
- 2014. 02. 17 제51회 졸업식(11명) 총 2,989명
- 2014. 03. 01 6학급 편성 총 60명
- 2014. 03. 01 박보근 교장선생님 부임

## 참고 자료
- 서촌초등학교 - 한국교육학술정보원 학교알리미